# Heraclides d'Alexandria
Heraclides d'Alexandria (llatí: Heracleides, en grec antic: Ἡρακλείδης) fou un escriptor grec nascut a Alexandria, probablement el mateix que Ammoni esmenta com a contemporani seu. També l'esmenta Eustaci d'Epifania en relació amb les obres gramaticals sobre Homer, tant les d'ell com les d'Ammoni. Hom li atribueix l'obra titulada Περὶ καθολικῆς προσώδίας.